# Campeonato Europeu de Ginástica Artística de 1989
O Campeonato Europeu de Ginástica Artística de 1989 teve suas competições femininas realizadas na cidade de Bruxelas, na Bélgica, e as masculinas em Estocolmo, Suécia.

## Eventos
- Individual geral masculino
- Solo masculino
- Barra fixa
- Barras paralelas
- Cavalo com alças
- Argolas
- Salto sobre a mesa masculino
- Individual geral feminino
- Trave
- Solo feminino
- Barras assimétricas
- Salto sobre a mesa feminino

## Medalhistas
| Evento              | Ouro                                                        | Prata                                                  | Bronze                                                  |
| Masculino           |                                                             |                                                        |                                                         |
| Individual geral    | URS Igor Korobchinsky                                       | URS Valentin Mogilniy                                  | FRG Holger Behrendt                                     |
| Solo                | URS Igor Korobchinsky                                       | ROU Cristian Brezeanu                                  | FRG Holger Behrendt                                     |
| Cavalo com alças    | URS Valentin Mogilniy                                       | FRG Andreas Wecker                                     | BUL Kalofer Christosov                                  |
| Argolas             | FRG Holger Behrendt                                         | URS Vitaliy Maranich                                   | FRG Andreas Aguilar                                     |
| Salto sobre a mesa  | URS Valentin Mogilniy                                       | HUN Gyula Takacs                                       | ROU Marius Gherman                                      |
| Barras paralelas    | BUL Kalofer Christosov                                      | FRG Andreas Wecker                                     | URS Valentin Mogilniy                                   |
| Barra fixa          | FRG Andreas Wecker                                          | URS Vitaliy Maranich ROU Nicusor Pascu                 | nenhum                                                  |
| Feminino            |                                                             |                                                        |                                                         |
| Individual geral    | URS Svetlana Boginskaya (39.862)                            | ROU Daniela Silivas (39.849)                           | URS Olga Strazheva (38.612)                             |
| Salto sobre a mesa  | URS Svetlana Boginskaya (9,962)                             | BUL Milena Mavrodieva (9,924)                          | ROU Cristina Bontas (9,906)                             |
| Barras assimétricas | HUN Henrietta Onodi (9,962)                                 | ROU Daniela Silivas (9,950) URS Olga Strazheva (9,950) | nenhum                                                  |
| Trave               | URS Olessya Dudnik (9,975) ROU Gabriela Potorac (9,975)     | nenhum                                                 | ROU Daniela Silivas (9,962)                             |
| Solo                | ROU Daniela Silivas (10,00) URS Svetlana Boginskaya (10,00) | nenhum                                                 | ROU Cristina Bontas (9,962) HUN Henrietta Onodi (9,962) |

## Quadro de medalhas
| Ordem | País               | Medalha de ouro | Medalha de prata | Medalha de bronze |    |
| ----- | ------------------ | --------------- | ---------------- | ----------------- | -- |
| 1     | União Soviética    | 8               | 4                | 2                 | 16 |
| 2     | Roménia            | 2               | 4                | 4                 | 10 |
| 3     | Alemanha Ocidental | 2               | 2                | 3                 | 7  |
| 4     | Bulgária           | 1               | 1                | 1                 | 3  |
| 4     | Hungria            | 1               | 1                | 1                 | 3  |
| TOTAL | TOTAL              | 14              | 12               | 11                | 37 |